# Trollklinten
Trollklinten är ett naturreservat i Dorotea kommun i Västerbottens län.
Området är naturskyddat sedan 2017 och är 3,7 kvadratkilometer stort. Reservatet omfattar en nordostsluttning av en större höjd och norr om detta berget Trollklinten vid stranden av Stor-Arksjön.  Reservatet består av gamla tallar och granar.